# Sandra Reemer
Barbara Alexandra "Sandra" Reemer (Bandung, Indonesia, 17 de octubre de 1950-Ámsterdam, 6 de junio de 2017) fue una cantante neerlandesa de ascendencia neerlandesa, indonesia, china y javanesa. Representó a los Países Bajos tres veces en el Festival de Eurovisión, empatando con Corry Brokken como las cantantes que más veces han representado a los Países Bajos en dicho festival.

## Festival de Eurovisión
En 1972, cantó la canción "Als het om de liefde gaat" formando un dúo con Dries Holten (ella fue presentada como "Sandra" y él como "Andres"), alcanzando la cuarta plaza. En 1976, con su nombre "Sandra Reemer" cantó la canción "The Party's Over" con la que quedó novena. En 1979, actuó con el seudónimo "Xandra" y cantó "Colorado", con la que quedó en la 12.ª posición. Más tarde volvió al Festival haciendo las voces de la participación de los Países Bajos a la canción "Sing Me A Song" interpretada por Bernadette.
Reemer murió el 6 de junio de 2017, después de una larga batalla contra el cáncer de mama.